# Пентасульфид дибора
Пентасульфид дибора — бинарное неорганическое соединение, 
бора и серы с формулой B2S5,
бесцветные кристаллы,
реагирует с водой.

## Получение
- Нагревание сульфида бора с серой:

{\displaystyle {\mathsf {B_{2}S_{3}+2S\ {\xrightarrow {T}}\ B_{2}S_{5}}}}

## Физические свойства
Пентасульфид дибора образует бесцветные кристаллы.

## Сульфиды бора
Известны сульфиды бора другого состава: B2S3, B4S16.